# National Hockey League 2020-2021
La stagione 2020-2021 è la 104ª stagione di attività della National Hockey League (la 103ª di gioco effettivo). La stagione regolare è iniziata il 13 gennaio 2021 e terminerà l'8 luglio 2021. A causa della pandemia COVID-19 che ha fatto posticipare la fine del campionato precedente, il campionato è iniziato in ritardo rispetto alle altre edizioni. Campioni in carica sono i Tampa Bay Lightning, i quali si laureano nuovamente campioni per questa edizione.

## Squadre partecipanti
- Anaheim Ducks
- Arizona Coyotes
- Boston Bruins
- Buffalo Sabres
- Calgary Flames
- Carolina Hurricanes
- Chicago Blackhawks
- Colorado Avalanche
- Columbus Blue Jackets
- Dallas Stars
- Detroit Red Wings
- Edmonton Oilers
- Florida Panthers
- Los Angeles Kings
- Minnesota Wild
- Montreal Canadiens
- Nashville Predators
- New Jersey Devils
- New York Islanders
- New York Rangers
- Ottawa Senators
- Philadelphia Flyers
- Pittsburgh Penguins
- San Jose Sharks
- St. Louis Blues
- Tampa Bay Lightning
- Toronto Maple Leafs
- Vancouver Canucks
- Washington Capitals
- Winnipeg Jets
- Vegas Golden Knights